# Every Picture Tells a Story
Every Picture Tells a Story è il terzo album di Rod Stewart, pubblicato nel 1971 dalla Mercury Records. Nella classifica dei 500 migliori album di tutti i tempi stilata dalla nota rivista musicale Rolling Stone nel 2020 occupa la posizione numero 177.
L'album raggiunge la prima posizione nella Billboard 200 per quattro settimane, in Australia per cinque settimane e nel Regno Unito per sei settimane, la seconda in Olanda e la nona in Norvegia.

## Tracce
1. Every Picture Tells a Story (Rod Stewart, Ron Wood) - 6:01
2. Seems Like a Long Time (Theodore Anderson) - 4:02
3. That's All Right, Mama (Arthur Crudup) - 3:59
4. Amazing Grace - 2:03
5. Tomorrow Is a Long Time (Bob Dylan) - 3:43
6. O. Henry (Martin Quittenton) - 0:32
7. Maggie May (R.Stewart, M.Quittenton) - 5:16.
8. Mandolin Wind (R.Stewart) - 5:33
9. (I Know) I'm Losing You (Norman Whitfield, Eddie Holland, Cornelius Grant) - 5:23
10. Reason to Believe (Tim Hardin) - 4:06

## Formazione
- Rod Stewart - chitarra acustica, voce
- Ronnie Wood - chitarra, pedal steel guitar, basso
- Sam Mitchell - slide guitar
- Martin Quittenton - chitarra acustica
- Pete Sears - piano
- Ian McLagan - organo
- Danny Thompson - basso
- Andy Pyle - basso
- Micky Waller - batteria
- Kenney Jones - batteria su traccia 9
- Ronnie Lane - basso su traccia 9
- Dick Powell - violino
- Lindsay Raymond Jackson - mandolino
- Long John Baldry - cori su traccia 2

## Classifiche

### Classifiche settimanali
| Classifica (1971) | Posizione massima |
| ----------------- | ----------------- |
| Australia         | 1                 |
| Canada            | 1                 |
| Germania          | 23                |
| Italia            | 20                |
| Norvegia          | 9                 |
| Paesi Bassi       | 2                 |
| Regno Unito       | 1                 |
| Stati Uniti       | 1                 |

### Classifiche di fine anno
| Classifica (1971) | Posizione |
| ----------------- | --------- |
| Australia         | 17        |
| Paesi Bassi       | 5         |
| Regno Unito       | 2         |
| Stati Uniti       | 34        |
| Classifica (1972) | Posizione |
| Australia         | 23        |
| Paesi Bassi       | 47        |
| Stati Uniti       | 65        |